# Chenjerai Hove
Pour les articles homonymes, voir Hove.
Chenjerai Hove (né le 9 février 1956 à Shabani en Rhodésie du Sud (aujourd'hui Zvishavane au Zimbabwe) et mort le 12 juillet 2015 à Stavanger (Norvège) est un écrivain africain du Zimbabwe.

## Biographie
Né en Rhodésie du Sud britannique en 1956, poète, romancier et essayiste, Chenjerai Hove a suivi des études universitaires en Afrique du Sud et au Zimbabwe. Il a travaillé comme enseignant et journaliste. 
Hove a été en 1984 le président fondateur de l’Union des écrivains du Zimbabwe (Zimbabwe Writers Union). Il a fait partie du premier bureau de l’association des droits humains du Zimbabwe en 1990 (Zimrights).
Ayant pris position contre la politique du président Robert Mugabe, il s’est exilé aux États-Unis et a rejoint en 2007 l’Université Brown, à Providence dans l’État de Rhode Island.

## L’œuvre littéraire
Chenjerai Hove fait partie d’un groupe d’auteurs africains, comprenant Wilson Katiyo, Charles Mungoshi et Yvonne Vera, qui utilise la tradition orale des campagnes shona pour véhiculer un message de résistance à la domination blanche sur l’ancienne Rhodésie.

## Décès
Il meurt d'une insuffisance hépatocellulaire  le 12 juillet 2015 en Norvège.

## Œuvres

### En anglais
- And Now the Poets Speak (en collaboration), poésie, 1981
- Up In Arms, poésie, 1982
- Red Hills of Home, poésie, 1984
- Bones, roman, 1988
- Shebeen Tales, essai, 1989
- Shadows, roman, 1991
- Ancestors, roman, 1996
- Rainbows in the Dust, poésie, 1997
- Guardians of the Soil, essai, 1997
- Ancestors, roman, 1997
- Desperately Seeking Europe (en collaboration), essai, 2003
- Palaver Finish, essai, 2003
- Blind Moon poésie, 2004
- The Keys of Ramb, livre pour enfants, 2004
- Writers, Writing on Conflict and Wars in Africa (dir.), essai, Adonis Press, London & Nordic Africa Institute, Uppsala, Suède, 2009

### Traductions françaises
- Ossuaire, roman, trad. Jean-Pierre Richard, Actes Sud, 1999
- Ombres, roman, trad. Jean-Pierre Richard, Actes Sud, 1999
- Ancêtres, roman, trad. Jean-Pierre Richard, Actes Sud, 2002
- Les clefs de Ramb, livre pour enfants, Médiathèque Florian, Rambouillet, 2004.

## Publications sur la littérature du Zimbabwe
- (en) Primorac, Ranka, The Novel in a House of Stone: Re-categorising Zimbabwean Fiction, Journal of Southern African Studies, volume 29, mars 2003, pages 49-62
- (en) Veit-Wild, Flora, De-silencing the Past—Challenging “Patriotic History”: New Books on Zimbabwean Literature, Research in African Literatures, volume 37, automne 2006, Vol. 37, pages 193-204
- (en) Vambe, Maurice Taonezvi, African oral story-telling tradition and the zimbabwean novel in English, Unisa Press, Afrique du Sud, 2004.